# Proceromyia pubioculata
Proceromyia pubioculata är en tvåvingeart som först beskrevs av Louis-Paul Mesnil och Hiroshi Shima 1978.  Proceromyia pubioculata ingår i släktet Proceromyia och familjen parasitflugor. Inga underarter finns listade i Catalogue of Life.